# Willy Rösingh
Wilhelm Herman Conrad Enno Rösingh (Amsterdam, 2 december 1900 – Velp, 5 juni 1976) was een Nederlands roeier die tweemaal heeft deelgenomen aan de Olympische Spelen en daarbij eenmaal Olympisch kampioen werd.
In 1924 nam Rösingh samen met Teun Beijnen deel aan de Olympische Zomerspelen in de twee zonder stuurman. Ze wonnen daarbij de gouden medaille. In 1928 was hij een deelnemer in de acht. Met Beijnen werd hij ook Europees kampioen in de twee met stuurman in 1924, en op datzelfde toernooi behaalden ze zilver in de twee zonder. Beiden waren lid van DSRV Laga.
Rösingh studeerde in 1927 af in de scheepsbouwkunde aan de Technische Hoogeschool van Delft. In 1928 huwde hij in Den Haag met Mathilda Klij. Hij was als scheepsbouwkundig ingenieur werkzaam bij scheepswerf Wilton-Fijenoord in Schiedam. In de jaren 1930 en begin 1940 was hij tevens een actief tennisser en speelde op nationaal niveau, onder meer namens de Schiedamsche LTV en ook in het gemengd dubbel met zijn vrouw. Hij nam deel aan de zevende Elfstedentocht in 1941 en voltooide in januari 1942 de achtste Elfstedentocht als achttiende.

## Palmares

### roeien (twee zonder stuurman)
- 1924:  OS in Parijs
- 1924:  EK in Zürich

### roeien (twee met stuurman)
- 1924:  EK in Zürich

### roeien (vier met stuurman)
- 1923:  EK in Como

### roeien (acht met stuurman)
- 1928: tweede ronde OS - 6.59,0

1904: Robert Farnan & Joseph Ryan ·
1908: Reginald Fenning & Gordon Thomson ·
1924: Teun Beijnen & Willy Rösingh ·
1928: Kurt Moeschter & Bruno Müller ·
1932: Lewis Clive & Hugh Edwards ·
1936: Willi Eichhorn & Hugo Strauß ·
1948: Jack Wilson & Ran Laurie ·
1952: Charles Logg & Thomas Price ·
1956: James Fifer & Duvall Hecht ·
1960: Valentin Borejko & Oleg Golovanov ·
1964: George Hungerford & Roger Jackson ·
1968: Jörg Lucke & Heinz-Jürgen Bothe ·
1972: Siegfried Brietzke & Wolfgang Mager ·
1976: Jörg Landvoigt & Bernd Landvoigt ·
1980: Jörg Landvoigt & Bernd Landvoigt ·
1984: Petru Iosub & Valer Toma ·
1988: Andy Holmes & Steve Redgrave ·
1992: Steve Redgrave & Matthew Pinsent ·
1996: Steve Redgrave & Matthew Pinsent ·
2000: Michel Andrieux & Jean-Christophe Rolland ·
2004: Drew Ginn & James Tomkins ·
2008: Drew Ginn & Duncan Free ·
2012: Eric Murray & Hamish Bond ·
2016: Eric Murray & Hamish Bond ·
2020: Martin Sinković & Valent Sinković ·
2024: Martin Sinković & Valent Sinković